# Stenolophus vividus
Stenolophus vividus är en skalbaggsart som beskrevs av Thomas Casey. Stenolophus vividus ingår i släktet Stenolophus och familjen jordlöpare. Inga underarter finns listade i Catalogue of Life.